# Jakob von Viterbo

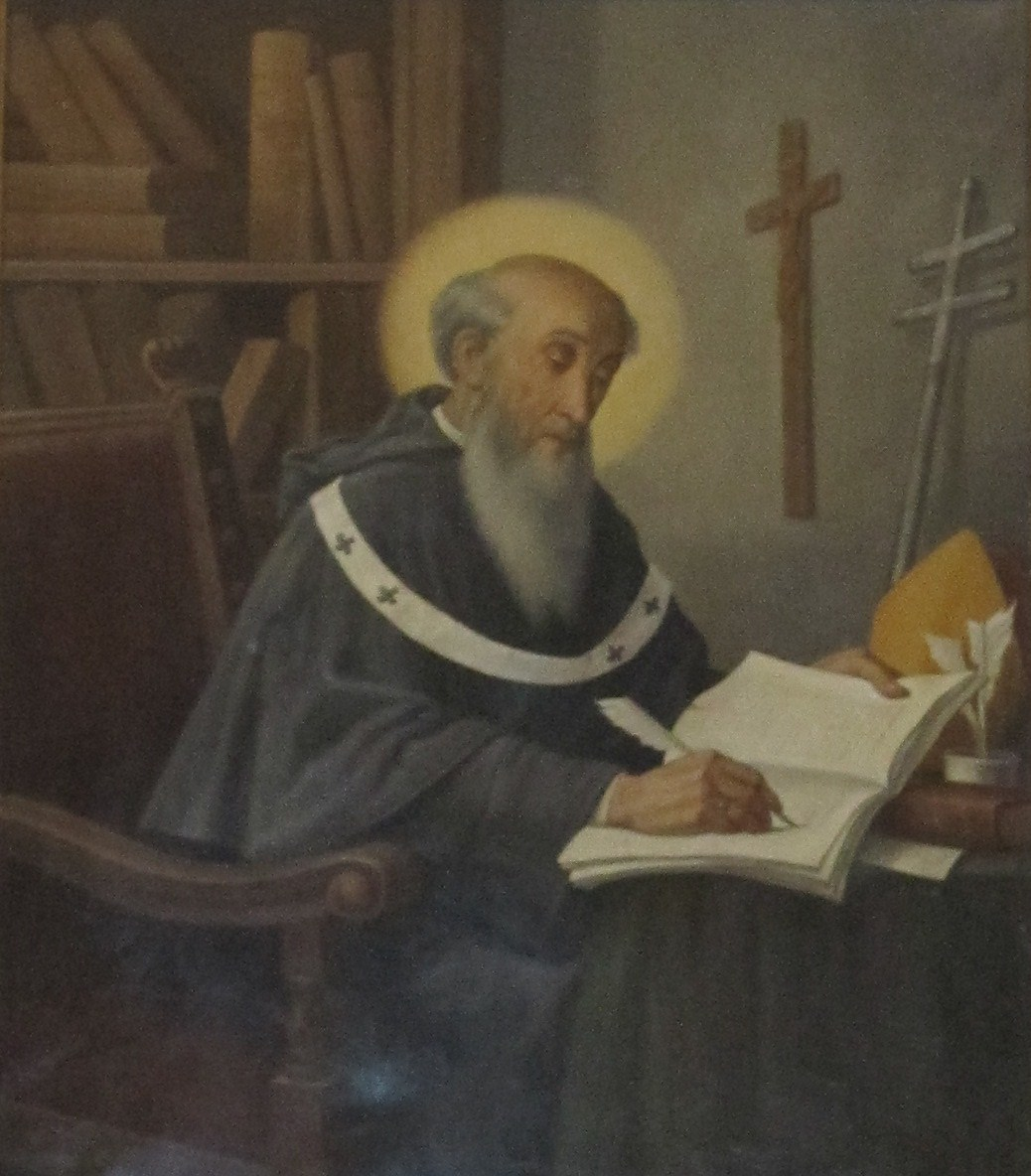
Jakobus von Viterbo (Gemälde in Santa Trinità, Viterbo, 17. Jh.)

Jakob von Viterbo OESA (* um 1255; † um 1308 in Neapel) war ein spätmittelalterlicher Theologe und Schriftsteller.
Jakob trat in jungen Jahren dem Augustinerorden bei. Er studierte an der Universität Paris Theologie, wobei einer seiner Lehrer Aegidius Romanus war. Von 1293 bis 1300 lehrte Jakob in Paris als Magister Theologie, ab 1300 leitete er das studium generale in Neapel. Ende 1302 wurde er Erzbischof von Benevent und kurz darauf Erzbischof von Neapel.
Jakob verfasste mehrere Schriften, bedeutend sind etwa seine Quaestiones de divinis in praedicamentis, einige andere Werke sind jedoch nicht erhalten. Philosophisch war der teils recht spekulativ agierende Jakob (daher Beiname Doctor speculativus) unter anderem durch Aegidius und Thomas von Aquin beeinflusst. Jakobs Werk De regimine christiano wurde im Zusammenhang des Konflikts zwischen Philipp IV. von Frankreich und Papst Bonifatius VIII. verfasst. Jakob ergriff für den Papst Partei, allerdings in einer weniger scharfen Form als etwa Aegidius.

## Übersetzungen
- R. W. Dyson (Hrsg.): James of Viterbo: On Christian Government. Woodbridge 1995.